# جون دوپرز
جون دوپرز (انگلیسی: June Duprez؛ ۱۴ مهٔ ۱۹۱۸ – ۳۰ اکتبر ۱۹۸۴) یک بازیگر سینما اهل بریتانیا بود.
از فیلم‌ها یا برنامه‌های تلویزیونی که وی در آن نقش داشته است می‌توان به چهار پر، سپس هیچ‌کدام باقی نماندند، هیچ جز قلب تنها، کلکته اشاره کرد.